# Джунта, Блас
Блас Армандо Джунта Родригес (род. 6 сентября 1963 года в Буэнос-Айресе) — аргентинский футболист, который играл на позиции полузащитника. По завершении карьеры игрока стал тренером.

## Биография
Джунта начал свою игровую карьеру в клубе «Сан-Лоренсо де Альмагро», где он играл с 1983 по 1984 год, а также с 1986 по 1988 год. Он выступал за команду в период финансовых проблем, когда игроки «Сан-Лоренсо» получили прозвище «камбоджийцы». Значительную часть карьеры Джунта провёл в «Бока Хуниорс». Он сыграл за клуб почти 200 матчей, выиграл Суперкубок Либертадорес 1989, Рекопу Южной Америки 1990, Кубок обладателей Суперкубка Либертадорес 1992 и Апертуру 1992. От фанатов «Боки» получил прозвище «яйцо» (исп. huevo). Играл за границей в Испании и Мексике.
Джунта выиграл Кубок Америки 1991 года со сборной Аргентины.
Он дебютировал в качестве тренера в «Атлетико Сан-Мигель». В 2005 году стал тренером «Альмиранте Браун», где провёл восемь лет и дважды выводил клуб в Примеру B Насьональ.
В ноябре 2013 года он начал тренировать «Кильмес» вместо Нельсона Виваса. В клубе он проработал всего три месяца, после поражения от «Годой-Круса» в чемпионате руководство решило отстранить его от управления клубом, так как из девяти матчей он выиграл только один.
В декабре 2019 года он вошёл в тренерский штаб «Бока Хуниорс», где отвечает за подготовку молодых талантов.